# 藤田平
藤田平（1947年10月19日—），日本棒球選手，出生於和歌山縣和歌山市，曾經效力於日本職棒阪神虎等隊伍，於1984年退休，生涯通算207支全壘打。